# 賴英里
賴英里（1963年6月10日—），臺灣著名長笛演奏家、企業家，外號“長笛公主”。自幼學習鋼琴。中學就讀新北市私立光仁高級中學音樂班，並參加臺灣區青少年組長笛比賽榮獲冠軍。進入國立藝專音樂科後，分別受教於陳澄雄、薛耀武。後以國際扶輪交換學生身份遠赴加拿大就讀溫哥華市立大學，主修長笛，受教於Jame Martin、Paul Eouglas，畢業後在系主任推薦下進入溫哥華交響樂團。

## 經歷
1987返臺擔任聯合實驗管絃樂團長笛首席，並與該團團員合組「愛樂木管五重奏」巡迴全臺演出。
自1989年起陸續錄製多張長笛演奏專輯及巡迴音樂會。1991年9月通過太平洋國際教育音樂節（PMF）甄選，擔任第一長笛手及第二長笛手。
後於1996年辭去聯合實驗管絃樂團長笛首席一職並於同年7月22日成立「賴英里長笛音樂中心」並創辦兒童、青少年長笛樂團，這是臺灣第一個兒童長笛樂團。
1998年錄製兒童有聲書《玻璃魚的心》，廣受好評。之後並與呂維青小姐共同編著《長笛教本》團體班教材共三冊。
2000年與寒舍集團董事長蔡辰洋結婚後淡出樂壇，專注於企業的經營。
2016年蔡辰洋過世，2018年傳出與已婚的龍巖集團董事長李世聰交往。同年6月27日，聲明以個人因素辭去寒舍集團董事長職務，但續任旗下寒舍艾麗酒店董事長職務。
2019年12月接任騰達航空董事長。

## 婚姻
賴英里有兩段婚姻，第一段結婚對象是NOVA資訊廣場董事長鍾瓊亮（Mico），六年後離婚，育有一子一女。
2000年與寒舍集團董事長蔡辰洋結婚，2002年蔡家入主臺北喜來登大飯店，賴英里由飯店設計一路做到藝術總監，曾任臺北寒舍喜來登大飯店藝術總監並操刀設計台北寒舍艾美酒店° 並於2016年1月15日蔡辰洋過世後接任董事長。2018年7月5日轉由蔡伯翰接任董事長° 2018年與已婚的龍巖集團董事長李世聰交往，並計劃拿下六福皇宮。

## 專輯曲目
| # | 專輯名稱                                                 | 發行日期 | 發行公司 | 曲 目 |
| - | -------------------------------------------------------- | -------- | -------- | --- |
| 1 | 今天等一下 （Wait Today）                                | 1989年   | 巨石音樂 | Wait Today Track list 1. 成長 （Coming of age） 2. 似曾相識 （Somewhere in time） 3. 阿萊城姑娘 （Minuet de l'arlesienne） 4. 白日夢 （Daydream） 5. 後窗 （Duo） 6. 嘉年華 （Carnival） 7. 金瓶梅 （Jin-pirng-meir） 8. 愛，或許吧 （Perhaps love） 9. 少女情懷總是詩 （Bilitis） 10. 星光燦爛 （Twinkle star） |
| 2 | 神秘地帶 （Mystical Zone）                               | 1991年   | 巨石音樂 | Mystical Zone Track list 1. 神秘地帶 （Mystical Zone） 2. 淘氣精靈 Espigele） 3. 祈禱 （Pray） 4. 教會 （Mission） 5. 西西里之晨 （Sicilenne） 6. 卡門幻想曲 （Theme from Carmem fantacy） 7. 爵士風情 （Jazz variation） 8. 感傷 （Sentimental） 9. 雨和淚 （Rain and tear） 10. 心靈之窗 （View in my mind） |
| 3 | 夜曲 （Serenade）                                        | 1992年   | 巨石音樂 | Serenade Track list 1. 星空詠嘆 （Air） 2. 夜景 （Nocturne） 3. 愛的歡愉 （Sault d'Amoru） 4. 六月船歌 （Juan） 5. 憂傷 （Liebesleid） 6. 夢中的情境 （Reveris） 7. 小夜曲 （Serenade） 8. 訴說 （Asioso） 9. 聖母頌 （Ave Maria） 10. 午夜的旋律 （Serenata Rimpiant） 11. 無言歌 （Vocalise） 12. 三步舞 （Minute Waltz） |
| 4 | 長笛之愛精選輯 （The best collection of love for flute） | 1993年   | 巨石音樂 | The best collection of love for flute Track list 1. 少女情懷總是詩 （Bilitis） 2. 似曾相識 （Somewhere in time） 3. 教會 （Mission） 4. 卡門幻想曲 （Theme from Carmem fantacy） 5. 訴說 （Asioso） 6. 愛，或許吧 （Perhaps love） 7. 雨和淚 （Rain and tear） 8. 祈禱 （Pray） 9. 夜景 （Nocturne） 10. 午夜的旋律 （Serenata Rimpiant） |
| 5 | 柔情似水 （Tender Like Water）                           | 1994年   | 巨石音樂 | Tender Like Water Track list 1. 叢林酒吧 （Bar in the jungle） 2. 堤可 堤可 （Tico Tico） 3. 柔情似水 （Tender like water） 4. 印地安的夏天 （L'Ete Indien） 5. 陌生人 （The stranger ） 6. 飛花 （Flying flower） 7. 隨風而逝 （Gone with the wind） 8. 藍色地平線 （Blue horizons） 9. 孟德爾頌狂想曲 （Mendelssohn rhapsody） 10. 巴哈新詮 （Praeludium VIII）                                                                                 |
| 6 | 夢見一個夢 （Dreaming A dream）                          | 1996年   | 巨石音樂 | Dreaming A dream Track list 1. Dreaming A dream 2. Nothing but fun 3. Illusion 4. Wishing your love 5. Sunshine City 6. Carnival 7. Sentimental Moment 8. Trpical sunset 9. Sun and Moon 10. Touching |
| 7 | 絕色 （Absolutely Beautiful）                            | 1997年   | 巨石音樂 | Absolutely Beautiful Track list 1. 愉快的清晨 （The world beat） 2. 情迷 （Falling） 3. 惘然 （Closer still） 4. 十四行詩 （Sonnet） 5. 她走在美麗的光影裡 （She walks in beauty） 6. 愛情飛過我身旁 （Love passes by） 7. 永遠的愛人 （The immortal beloved） 8. 玫瑰情詩 （Kiss form a rose） 9. 春天像隻輕巧的手 （The tender and soft hands of spring） 10. 美麗的和聲 （Ma bru lai （The beatuful Harmony） ） 11. 情迷-演唱版（彭佳慧小姐） |
| 8 | 有聲書-玻璃魚的心                                        | 1998年   | 元尊文化 | 玻璃魚的心 Track list 1. 狐狸有個好主意 2. 肚臍眼梨 3. 哎！他們哪裡知道 |
| 9 | 海 （The Oceam）                                         | 1999年   | 常喜音樂 | The Oceam Track list 1. 海 （The Oceam） 2. 蔚藍海 （Bye Bye Rio） 3. 天堂海 （Blue Sea） 4. 航向加勒比海 （Sailing The Caribeen） 5. 錢塘江 （China Sea） 6. 永無止境 （Endless Ocean） 7. 寧靜海 （Calm Sea） 8. 感覺 （Feel The Light） 9. 海豚 （Dolphin） 10. 日出 （Daybreak） |

## 演出
- 1991年10月，舉辦首次個人音樂會「賴英里長笛獨奏會」。
- 1992年4月 ，「賴英里長笛獨奏會」。
- 1993年8月 ，「古典與爵士」巡迴音樂會。
- 1994年 ，拍攝第一支的商業廣告-「芙柔似水」。
- 1994年12月 ，「柔情似水」巡迴音樂會。
- 1995年10月 ，與台灣弦樂四重奏合作舉辦「四季」音樂會。
- 1995年11月 ，主持台北愛樂電台「音樂開門」節目。
- 1996年8月 ，「賴英里1998逐夢」巡迴音樂會。
- 1996年11月 ，醫師節在國家音樂廳演出的「秋宴醫者心」慈善音樂會中演奏。
- 1997年3月 ，在國家音樂廳的「青少年知性音樂會」中除擔任主持人外並參與演出。
- 1997年8月 ，在賴英里長笛音樂中心舉辦小型演奏會：「夏夜音樂會」。
- 1997年12月 ，「絕色」巡迴音樂會。
- 1998年9月 ，「天籟」巡迴音樂會。
- 1998年12月 ，在國家音樂廳舉辦的1998慈善音樂會系列「癌症關懷」中擔任長笛獨奏。
- 1999年3月 ，在國家音樂廳舉辦的「台灣弦樂團音樂會」中演奏。
- 1999年9月 ，與著名舞蹈家羅曼菲小姐合作舉辦「羅曼菲 V.S. 賴英里樂舞相和」巡迴音樂會。
- 2000年11月 ， 於臺北晶華酒店舉行的「把愛找回來慈善音樂會」中擔任主持人。

## 外部連結
- City University of Seattle OFFICAL WEBSITE （页面存档备份，存于）
- 太平洋國際教育音樂節